# Belgische EU-Ratspräsidentschaft 2010
Die belgische EU-Ratspräsidentschaft in der zweiten Jahreshälfte 2010 bezeichnet den Ratsvorsitz Belgiens im Ministerrat der Europäischen Union. Belgien gehörte zur dritten Trio-Präsidentschaft, die im Halbjahr zuvor mit der spanischen Präsidentschaft begann und auch die ungarische EU-Ratspräsidentschaft im ersten Halbjahr 2011 umfasst.
Turnusgemäß übernahm der belgische Außenminister Steven Vanackere (CD&V) am 1. Juli 2010 den Vorsitz im Rat für Allgemeine Angelegenheiten. Nach dem Rücktritt der Regierung Leterme II im April und den Neuwahlen am 13. Juni 2010 war die belgische Regierung formal nur noch geschäftsführend tätig. Da jedoch die Bildung einer neuen Regierung im belgischen Parlament nicht gelang, kam es bis zum Ende des Ratsvorsitzes zu keiner Ablösung. In verschiedenen anderen Ratsformationen übernahmen aufgrund des ausgeprägten belgischen Föderalismus nicht Minister der nationalen, sondern einer regionalen Regierung den Vorsitz.
Die Präsidentschaft im Europäischen Rat rotiert seit Inkrafttreten des Vertrags von Lissabon nicht mehr, sondern wird für zweieinhalb Jahre gewählt. Seit 1. Dezember 2009 ist Herman Van Rompuy im Amt, der zufällig ebenfalls Belgier ist. Gipfeltreffen des Europäischen Rates fanden während der belgischen Ratspräsidentschaft am 16. September, 28./29. Oktober sowie 16./17. Dezember statt.

## Themen
Zu den Themen, mit denen die Europäische Union während der belgischen Ratspräsidentschaft konfrontiert war, zählte die EU-Erweiterung. So wurden die Beitrittsverhandlungen mit Island am 27. Juli formal eröffnet, diejenige mit Kroatien sollten bis Ende des Jahres abgeschlossen werden, was jedoch nicht ganz erreicht wurde. Auf dem Gipfel am 16./17. Dezember wurde zudem Montenegro offiziell als Beitrittskandidat angenommen.
Zudem stellte die belgische Regierung das Thema Forschung und Entwicklung sowie Innovation in den Mittelpunkt der Ratspräsidentschaft. So wurde auf dem Herbstgipfel des Europäischen Rates über einen neuen Forschungs- und Innovationsplan debattiert, der auf dem Dezembergipfel beschlossen werden soll. Er trat an die Seite des Wirtschaftsprogramms Europa 2020, das im ersten Halbjahr 2010 als Nachfolger der Lissabon-Strategie verabschiedet wurde. Vorbereitet wurde der Innovationsplan bereits seit Anfang 2010 durch Máire Geoghegan-Quinn, die in der Europäischen Kommission das Ressort Forschung und Innovation innehatte. Des Weiteren kündigte die belgische Regierung an, das bereits seit 2003 verfolgte Projekt eines EU-Patents während der Ratspräsidentschaft zum Abschluss bringen zu wollen. Da das Projekt von Italien und Spanien blockiert wurde, beschloss eine Gruppe von Mitgliedstaaten es auf dem Dezembergipfel im Rahmen einer Verstärkten Zusammenarbeit einzuleiten. Ein weiterer Erfolg im Rahmen des Europäischen Binnenmarkts war die Harmonisierung der Verbraucherrechte bei Haustürgeschäften.

2-Euro-Gedenkmünze aus Belgien, 2010

Die belgische Regierung kündigte zudem an, sozialpolitische Themen zu einem Schwerpunkt der Ratspräsidentschaft zu machen, insbesondere durch Umsetzung der Armutsbekämpfungsziele, die im Programm Europa 2020 vorgesehen sind. Eine Liste entsprechender Maßnahmen wurde auf dem Gipfel des Europäischen Rates am 16./17. Dezember beschlossen.
Des Weiteren spielte die Euro-Krise eine wichtige Rolle für die belgische Ratspräsidentschaft. Mitte September legte der Kommissar für Wirtschaft und Währung, Olli Rehn, ein Gesetzespaket zu einer Verschärfung des Stabilitäts- und Wachstumspakts vor, das sogenannte „Sixpack“. Mitte Oktober präsentierten die deutsche Bundeskanzlerin Angela Merkel und der französische Staatspräsident Nicolas Sarkozy gemeinsame Vorschläge hierzu, kurz bevor auf dem Oktobergipfel des Europäischen Rates Ratspräsident Herman Van Rompuy die Ergebnisse einer Task Force zur europäischen Wirtschaftsregierung vorstellte. Der Rat für Wirtschaft und Finanzen einigte sich auf die Einführung eines „europäischen Semesters“, bei dem alle Staaten ihre nationale Haushaltsplanung jeweils schon vor Verabschiedung durch die nationalen Parlamente von den anderen EU-Mitgliedstaaten begutachten lassen. Für kontroverse Diskussionen sorgte hingegen der deutsche Vorschlag, Mitgliedstaaten mit zu hoher Verschuldung das Stimmrecht im Rat der Europäischen Union zu entziehen, der letztlich vom Europäischen Rat nicht aufgegriffen wurde. Stattdessen wurde Van Rompuy beauftragt, Vorschläge für eine „begrenzte Vertragsreform“ des AEU-Vertrags auszuarbeiten. Insbesondere sollte dadurch ein Verfahren eingerichtet werden, nachdem bei künftigen Schuldenkrisen von Mitgliedstaaten der Europäischen Währungsunion private Gläubiger an der Rettung beteiligt werden. Ein konkreter Text für eine solche Vertragsänderung, bei der Art. 136 um zwei Sätze ergänzt werden soll, wurde auf dem Gipfel des Europäischen Rates am 16./17. Dezember beschlossen (siehe Europäische Wirtschafts- und Währungsunion#Beschluss einer Vertragsreform 2010).
Neben diesen längerfristigen Reformen gewann die Krise November auch wieder unmittelbare Bedeutung. Aufgrund der irischen Finanz- und Bankenkrise (insbesondere der Anglo Irish Bank) beantragte Taoiseach Brian Cowen am 21. November Bürgschaften in Höhe von bis zu 100 Milliarden Euro aus dem Europäischen Stabilisierungsmechanismus.
Zudem spielte die Implementierung der Neuerungen des Vertrags von Lissabon eine Rolle. So wurde der Europäische Auswärtige Dienst (EAD), über dessen Gestaltung am Ende der vorhergehenden spanischen Ratspräsidentschaft entschieden wurde, eingerichtet. Über die genaue Ausgestaltung des EAD kam es jedoch zu Spannungen zwischen dem Rat der EU und dem Europäischen Parlament. Die belgische Ratspräsidentschaft kündigte an, in diesem interinstitutionellen Konflikt eine schlichtende Rolle spielen zu wollen. Am 26. Juli gab der Rat für Auswärtige Angelegenheiten seine endgültige Zustimmung zur Einrichtung des Dienstes, der zum 1. Januar 2011 seine Arbeit aufnehmen konnte. Zudem wurde während der belgischen Ratspräsidentschaft der EU-Etat für 2011 vereinbart, bei dessen Ausarbeitung das Europäische Parlament erstmals bestimmte zusätzliche Befugnisse gemäß dem Vertrag von Lissabon ausüben konnte. Aufgrund von Uneinigkeiten zwischen Parlament und Rat scheiterten die Haushaltsverhandlungen am 15. November 2010 zunächst, sodass befürchtet wurde, es könnte für das folgende Jahr erstmals in der EU-Geschichte nur einen Notetat geben. Dadurch schienen auch verschiedene neue Projekte, etwa die Einführung des EAD oder der Bau des Kernfusionsreaktors ITER gefährdet, da keine zusätzlichen Mittel dafür zur Verfügung gestanden hätten. Mitte Dezember kam es dann aber doch noch zu einer Einigung zwischen Parlament und Rat.
Ein weiteres Thema der Ratspräsidentschaft war die zukünftige Ausrichtung der EU-Regionalpolitik und ihr Budget in der finanziellen Vorausschau für den Zeitraum 2013–2020. Aufgrund des stark föderalen belgischen Staatsgefüges fand dieses Thema hier besondere Aufmerksamkeit. Die finanzielle Vorausschau war zudem Thema kontroverser Debatten, da Großbritannien und einige weitere Staaten vorschlugen, den EU-Etat ab 2013 einzufrieren und EU-Strukturfonds zu kürzen, was vor allem von Polen und anderen mittel- und osteuropäischen Ländern, die die Hauptnettoempfänger der Strukturfonds sind, kritisiert wurde. Der Kommissar für Finanzplanung und Haushalt, Janusz Lewandowski, schlug im August außerdem die Einführung neuer Eigenmittel, etwa in Form einer EU-Steuer vor. Dies wurde insbesondere von Deutschland abgelehnt und daher zunächst nicht weiter verfolgt. Dennoch kündigte Kommissionspräsident José Manuel Barroso Ende November einen konkreten Vorschlag über eine neue Eigenmittelrichtlinie für Juni 2011 an.
Im Politikbereich Raum der Freiheit, der Sicherheit und des Rechts plante die Ratspräsidentschaft die Ausarbeitung europaweiter Mindeststandards im Asylrecht, was jedoch von den drei größten Mitgliedstaaten, insbesondere Deutschland, abgelehnt wurde. Letztlich kam es daher in diesem Bereich zu keinen Fortschritten. Dennoch gewann die Justiz- und Innenpolitik auf einem (eigentlich der europäischen Wirtschaftsregierung gewidmeten) Sondergipfel des Europäischen Rates am 16. September überraschend an Bedeutung, nachdem kurz zuvor die Justizkommissarin Viviane Reding heftige Kritik an der französischen Regierung wegen deren Abschiebung von Roma in andere EU-Mitgliedsländer, die nach Ansicht Redings gegen das Prinzip der Personenfreizügigkeit verstieß. Auf dem Gipfel kam es deshalb zu einem Eklat zwischen dem französischen Staatspräsidenten Nicolas Sarkozy und dem Kommissionspräsidenten José Manuel Barroso.